# N. C. Wyeth
Newell Convers Wyeth (Needham, Massachusetts, 1882. október 22. – Chadds Ford, Delaware megye, 1945. október 19.) (ismertebb nevén N. C. Wyeth) amerikai realista festő és illusztrátor. Needhamben született. Howard Pyle tehetséges tanítványa volt, és Amerika egyik legnagyobb illusztrátora lett.
Első munkái 1903-ban a Saturday Evening Post hasábjain láttak napvilágot. 1911-ben Robert Louis Stevenson A kincses sziget című könyvéhez készített illusztrációt. Ezen kívül Az őzgazda, a The White Company, a Robinson Crusoe, Az utolsó mohikán, a Kidnapped és a Robin Hood képeit is ő készítette. Élete folyamán 3000 képet festett és 112 könyvet illusztrált. 25 megrendelője a Scribner's volt, később ezekkel lett híres az utókor előtt.
Mivel tőle származik a Wyekth család és Chadds Ford-i birtokuk, életműve nagyobb, mint teljesítménye. Abban a korban volt realista festő, mikor megjelent a fényképezőgép és a kamera, mint ellenfelek. Néha melodramatikusnak tűnik, de képeit úgy készítette, hogy azokat egyszerűen meg lehessen érteni. Wyeth, aki egyszerre volt festő és illusztrátor, megértette a különbségeket, és 1908-ban ezt mondta: A festészetet és az illusztrálást nem lehet keverni. Nem lehet az egyiket a másikba beolvasztani.

## Életpályája

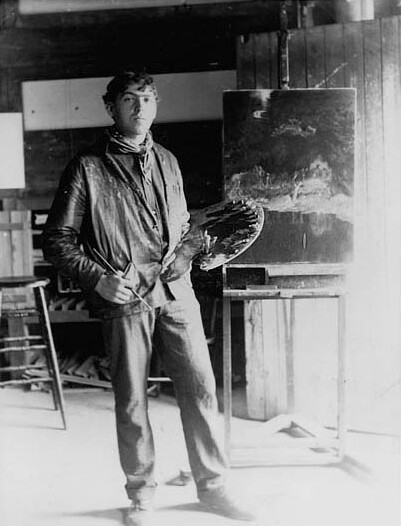
Wyeth a studiójában 1903-ban vagy 1904-ben

N. C. Wyelth Carolyn Bockiust vette el. 5 gyermekük volt: Andrew Wyeth, Henriette Wyeth Hurd, Carolyn Wyeth, Ann Wyeth McCoy és Nathaniel C. Wyeth. Andrew, Henriette és Carolyn szintén művész lett. Ann művész és zeneszerző, Nathaniel pedig a DuPont egyik mérnöke lett. Abban a csapatban dolgozott, mely feltalálta a műanyag szódásüveget. Henriette és Ann N. C. két pártfogoltjához, Peter Hurdhoz és John W. McCoy-hoz ment hozzá. N. C. Well Jamie Wyeth művész és Howard Wyeth zenész nagyapja.
1903. február 21-én a Saturday Evening post címoldalán megjelent ugrándozó vadló volt az első megjelent illusztrációja Abban az évben a következőlképp írta le művészetét: igaz, szolid, amerikai témák. Semmi külföldi nincs köztük." Korai nyugati utazásai inspirálták a cowboyokat és a bennszülött amerikaiakat bemutató képeit.
Jelentős nyilvános Wyeth-gyűjteménye a Brandywine River Museumnak, a Portland Museum of Artnak és a Farnsworth Art Museumnak vannak.
N. C. Wyeth balesetben halt meg egy vasúti kereszteződésnél. Vele volt Nathaniel unokája, C. Wyelth fia. Ő is belehalt a sérülésekbe.

## Művei
- Mowing (1907)
- Long John Silver and Hawkins (1911)
- The Fence Builders (1915)
- Apotheosis of the Family (1932)
- Dying Winter (1938)
- The Archemist (1938)
- Deep Cover (1939)
- The War Letter (1944)
- Nightfall (1945)
- Stand and Deliver

## Lásd még
- Festőművészek listája